# Caprella ferrea
Caprella ferrea är en kräftdjursart som beskrevs av Mayer 1903. Caprella ferrea ingår i släktet Caprella och familjen Caprellidae. Inga underarter finns listade i Catalogue of Life.